# Scopelocheirus hopei
Scopelocheirus hopei är en kräftdjursart som först beskrevs av Costa 1851.  Scopelocheirus hopei ingår i släktet Scopelocheirus och familjen Scopelocheiridae. Arten är reproducerande i Sverige. Inga underarter finns listade i Catalogue of Life.